# Kuktiškės
Kuktiškės è una città del distretto di Utena della contea omonima, nel nord-est della Lituania. Secondo un censimento del 2011, la popolazione ammonta a 435 abitanti.
Non è molto distante da Saldutiškis.
È il centro principale della sua seniūnija.

## Storia
Kuktiškės viene menzionata per la prima volta in atti ufficiali nel 1387, in una cronaca redatta durante il regno di Jogaila: assieme a questa, vengono citati anche villaggi quali Tauragnai, Labanoras e Molėtai, tutti compresi nell’Arcidiocesi di Vilnius. È proprio con la religione che si crea un intreccio solido, portato avanti con la costruzione di una chiesa cittadina nel 1604.
Nel 1863, la presenza di ribelli nel distretto di Kuktiškės avverso lo Stato di Polonia portò al divieto di stampa ed altre azioni repressive, cancellate però in tempi abbastanza rapidi. C’erano tutte le premesse per un conflitto che di lì a poco si sarebbe scatenato. Nel 1890 fu edificata la chiesa di Giovanni Battista.
Numerosi partigiani si unirono alla Resistenza lituana durante la Seconda guerra mondiale: a seguito del conflitto, il centro urbano iniziò a svilupparsi demograficamente: lo testimonia il fatto che tra il 1950 e il 1952 aumentò la costruzione di edifici e Kutkiškės divenne sede di una fattoria collettiva. 
Dopo la guerra, vennero anche eretti una biblioteca, una casa della cultura, un ufficio postale e un ospedale.
Nel 2002 fu confermato lo stemma di Kutkiškės.